# Serie A 2002-2003 (pallacanestro maschile)
La Serie A FIP 2002-2003 è stata l'ottantunesima edizione del massimo campionato italiano di pallacanestro maschile.
Le squadre partecipanti sono 18, e si affrontano in un girone all'italiana con partite di andata e ritorno. Ai play-off accedono le prime 12 classificate; le prime 4 accedono direttamente ai quarti di finale. L'ultima classificata retrocede in Legadue. A partire da questa stagione viene introdotto il terzo arbitro.

## Stagione
A sostituire la retrocessa Andrea Costa Imola Basket retrocessa in Legadue, sale nella massima serie la Società Sportiva Basket Napoli, al suo esordio in Serie A. 
Con il fallimento alla fine della stagione precedente della Scaligera Basket, il Basket Livorno ottiene il ripescaggio in Serie A dopo essere stato retrocesso in Legadue dato il suo penultimo posto nella stagione passata.

## Squadre partecipanti
| Squadra             | Stagione | Città           | Palazzetto                         | Stagione precedente                      |
| ------------------- | -------- | --------------- | ---------------------------------- | ---------------------------------------- |
| Scandone Avellino   | dettagli | Avellino        | PalaDelMauro                       | 14º posto in Serie A                     |
| Pall. Biella        | dettagli | Biella          | PalaPajetta                        | 13º posto in Serie A                     |
| Fortitudo Bologna   | dettagli | Bologna         | PalaDozza                          | 1º posto in Serie A                      |
| Virtus Bologna      | dettagli | Bologna         | Unipol Arena (Casalecchio di Reno) | 3º posto in Serie A                      |
| Pall. Cantù         | dettagli | Cantù           | Palasport Pianella (Cucciago)      | 4º posto in Serie A                      |
| Fabriano Basket     | dettagli | Fabriano        | PalaGuerrieri                      | 11º posto in Serie A                     |
| Basket Livorno      | dettagli | Livorno         | PalaMacchia                        | 18º posto in Serie A                     |
| Olimpia Milano      | dettagli | Milano          | PalaLido                           | 17º posto in Serie A                     |
| Basket Napoli       | dettagli | Napoli          | PalaBarbuto                        | 3º posto in Legadue, promossa ai playoff |
| V.L. Pesaro         | dettagli | Pesaro          | Vitrifrigo Arena                   | 6º posto in Serie A                      |
| Viola R. Calabria   | dettagli | Reggio Calabria | PalaCalafiore                      | 16º posto in Serie A                     |
| Virtus Roma         | dettagli | Roma            | Palazzo dello Sport                | 8º posto in Serie A                      |
| Pall. Roseto        | dettagli | Roseto          | PalaMaggetti                       | 9º posto in Serie A                      |
| Mens Sana Siena     | dettagli | Siena           | PalaEstra                          | 5º posto in Serie A                      |
| Pall. Treviso       | dettagli | Treviso         | PalaVerde                          | 2º posto in Serie A, Campione            |
| Pall. Trieste       | dettagli | Trieste         | PalaTrieste                        | 7º posto in Serie A                      |
| Amici Pall. Udinese | dettagli | Udine           | PalaCarnera                        | 12º posto in Serie A                     |
| Pall. Varese        | dettagli | Varese          | Palasport Lino Oldrini             | 10º posto in Serie A                     |

### Allenatori e primatisti
| Squadra         | Allenatore                                            | Capitano                         | Cestista più presente                                | Miglior marcatore         |
| --------------- | ----------------------------------------------------- | -------------------------------- | ---------------------------------------------------- | ------------------------- |
| Avellino        | Zare Markovski                                        | Larry Middleton                  | Anthony Giovacchini Larry Middleton Dušan Jelić (34) | David Vanterpool (551)    |
| Biella          | Alessandro Ramagli                                    | Matteo Soragna Brooks Sales (34) | Jamel Thomas (639)                                   |                           |
| Fortitudo BO    | Matteo Boniciolli (novembre) Jasmin Repeša            | Gianluca Basile                  | Gianluca Basile Giacomo Galanda Mate Skelin (34)     | Gianluca Basile (440)     |
| Virtus BO       | Bogdan Tanjević Valerio Bianchini                     | Antoine Rigaudeau                | Alessandro Frosini (32)                              | Derrick Dial (424)        |
| Cantù           | Stefano Sacripanti                                    | Dan Gay                          | Phill Jones Shaun Stonerook Marcelo Damião (34)      | Bootsy Thornton (562)     |
| Fabriano        | Roberto Carmenati                                     | ...                              | Massimo Gattoni (34)                                 | Ira Clark (537)           |
| Livorno         | Luca Banchi                                           | Daniele Parente                  | 4 giocatori (34)                                     | Rodney Elliott (543)      |
| Milano          | Attilio Caja                                          | Hugo Sconochini                  | Warren Kidd (34)                                     | Petar Naumoski (492)      |
| Napoli          | Andrea Mazzon                                         | ...                              | Mike Penberthy Michael Andersen (34)                 | LaMarr Greer (559)        |
| Pesaro          | Marco Crespi (aprile) Stefano Cioppi                  | ...                              | Corey Albano Matteo Malaventura (34)                 | Miroslav Berić (357)      |
| Reggio Calabria | Lino Lardo                                            | ...                              | 4 giocatori (34)                                     | J.J. Eubanks (469)        |
| Virtus Roma     | Piero Bucchi                                          | Alessandro Tonolli               | 4 giocatori (34)                                     | Carlton Myers (537)       |
| Roseto          | Phil Melillo                                          | ...                              | Marko Milič (34)                                     | Marko Milič (530)         |
| Siena           | Ergin Ataman                                          | Roberto Chiacig                  | ...                                                  | ...                       |
| Treviso         | Ettore Messina                                        | Riccardo Pittis                  | Riccardo Pittis (34)                                 | Tyus Edney (545)          |
| Trieste         | Cesare Pancotto                                       | ...                              | 4 giocatori (34)                                     | Siniša Kelečević (549)    |
| Udine           | Fabrizio Frates Stefano Pillastrini Teoman Alibegović | ...                              | Michele Mian (34)                                    | Demetrius Alexander (465) |
| Varese          | Gregor Beugnot (24 marzo) Edoardo Rusconi             | Francesco Vescovi                | Francesco Vescovi Boris Gorenc (34)                  | Boris Gorenc (761)        |

## Stagione regolare

### Classifica
|  | Pos. | Squadra                    | PT | G  | V  | P  | PF   | PS   | Dif  | SD        |
|  | ---- | -------------------------- | -- | -- | -- | -- | ---- | ---- | ---- | --------- |
|  | 1.   | Benetton Treviso           | 60 | 34 | 30 | 4  | 3093 | 2691 | +402 |           |
|  | 2.   | Lottomatica Roma           | 50 | 34 | 25 | 9  | 2670 | 2507 | +163 | +13       |
|  | 3.   | Oregon Scientific Cantù    | 50 | 34 | 25 | 9  | 2718 | 2601 | +117 | -13       |
|  | 4.   | Montepaschi Siena          | 44 | 34 | 22 | 12 | 2813 | 2603 | +210 |           |
|  | 5.   | Pippo Milano               | 40 | 34 | 20 | 14 | 2743 | 2645 | +98  |           |
|  | 6.   | Skipper Bologna            | 36 | 34 | 18 | 16 | 2796 | 2704 | +92  | +12       |
|  | 7.   | Pompea Napoli              | 36 | 34 | 18 | 16 | 2735 | 2737 | -2   | -12       |
|  | 8.   | Euro Roseto                | 34 | 34 | 17 | 17 | 2682 | 2657 | +25  | +6        |
|  | 9.   | Viola Reggio Calabria      | 34 | 34 | 17 | 17 | 2607 | 2559 | +48  | -6        |
|  | 10.  | Lauretana Biella           | 30 | 34 | 15 | 19 | 2746 | 2685 | +61  | +34       |
|  | 11.  | Acegas Trieste             | 30 | 34 | 15 | 19 | 2680 | 2820 | -140 | -34       |
|  | 12.  | Metis Varese               | 28 | 34 | 14 | 20 | 2695 | 2733 | -38  | +6        |
|  | 13.  | Scavolini Pesaro           | 28 | 34 | 14 | 20 | 2736 | 2892 | -156 | -6        |
|  | 14.  | Virtus Bologna             | 26 | 34 | 13 | 21 | 2659 | 2749 | -90  | 3-3 (+26) |
|  | 15.  | Air Avellino               | 26 | 34 | 13 | 21 | 2728 | 2854 | -126 | 3-3 (-2)  |
|  | 16.  | Mabo Prefabbricati Livorno | 26 | 34 | 13 | 21 | 2637 | 2791 | -154 | 3-3 (-8)  |
|  | 17.  | Snaidero Udine             | 26 | 34 | 13 | 21 | 2656 | 2698 | -42  | 3-3 (-16) |
|  | 18.  | Carifac Fabriano           | 8  | 34 | 4  | 30 | 2460 | 2928 | -468 |           |

      Campione d'Italia.
      Ammesse ai playoff scudetto.
      Retrocesse in Legadue
  Vincitrice del campionato italiano
  Vincitrice della Supercoppa italiana 2002
  Vincitrice della Coppa Italia 2003
In caso di parità tra due squadre si considera la differenza canestri degli scontri diretti, in caso di scarto nullo si considera il coefficiente canestri (PF/PS). In caso di parità fra tre o più squadre si procede al calcolo della classifica avulsa, prendendo in considerazione come primo elemento il totale degli scontri diretti tra le squadre interne alla classifica avulsa, in caso di parità interna tra due squadre si prosegue con le regole per la parità tra due squadre.
Note:
Al termine della stagione la Virtus Bologna viene esclusa a partecipare al prossimo campionato.

## Play-off
|  | Ottavi di finale | Ottavi di finale  | Ottavi di finale  | Ottavi di finale | Ottavi di finale |  |  | Quarti di finale  | Quarti di finale  | Quarti di finale  | Quarti di finale  | Quarti di finale | Quarti di finale | Quarti di finale |    |    | Semifinali    | Semifinali    | Semifinali        | Semifinali        | Semifinali        | Semifinali | Semifinali |    |    | Finale | Finale | Finale | Finale | Finale | Finale | Finale |  |
|  |                  |                   |                   |                  |                  |  |  |                   |                   |                   |                   |                  |                  |                  |    |    |               |               |                   |                   |                   |            |            |    |    |        |        |        |        |        |        |        |  |
|  |                  |                   |                   |                  |                  |  |  | Pall. Treviso     | Pall. Treviso     | 73                | 58                | 97               | 71               | 79               |    |    |               |               |                   |                   |                   |            |            |    |    |        |        |        |        |        |        |        |  |
|  | 8                | Pall. Roseto      | 90                | 82               | 71               |  |  | Viola R. Calabria | Viola R. Calabria | 74                | 65                | 70               | 69               | 59               |    |    |               |               |                   |                   |                   |            |            |    |    |        |        |        |        |        |        |        |  |
|  | 9                | Viola R. Calabria | 76                | 86               | 75               |  |  |                   |                   |                   |                   |                  |                  |                  |    |    | Pall. Treviso | Pall. Treviso | Pall. Treviso     | 91                | 81                | 74         | 73         |    |    |        |        |        |        |        |        |        |  |
|  |                  |                   |                   |                  |                  |  |  |                   |                   | Mens Sana Siena   | Mens Sana Siena   | Mens Sana Siena  | 89               | 78               | 86 | 66 |               |               |                   |                   |                   |            |            |    |    |        |        |        |        |        |        |        |  |
|  |                  |                   |                   |                  |                  |  |  | Mens Sana Siena   | Mens Sana Siena   | Mens Sana Siena   | Mens Sana Siena   | 73               | 76               | 72               |    |    |               |               |                   |                   |                   |            |            |    |    |        |        |        |        |        |        |        |  |
|  | 5                | Olimpia Milano    | 65                | 79               | 59               |  |  | Pall. Varese      | Pall. Varese      | Pall. Varese      | Pall. Varese      | 65               | 73               | 60               |    |    |               |               |                   |                   |                   |            |            |    |    |        |        |        |        |        |        |        |  |
|  | 12               | Pall. Varese      | 66                | 55               | 60               |  |  |                   |                   |                   |                   |                  |                  |                  |    |    | Pall. Treviso | Pall. Treviso | Pall. Treviso     | 90                | 67                | 87         | 84         |    |    |        |        |        |        |        |        |        |  |
|  |                  |                   |                   |                  |                  |  |  |                   |                   |                   |                   |                  |                  |                  |    |    |               |               | Fortitudo Bologna | Fortitudo Bologna | Fortitudo Bologna | 86         | 73         | 62 | 80 |        |        |        |        |        |        |        |  |
|  |                  |                   |                   |                  |                  |  |  | Virtus Roma       | Virtus Roma       | Virtus Roma       | 77                | 84               | 75               | 105              |    |    |               |               |                   |                   |                   |            |            |    |    |        |        |        |        |        |        |        |  |
|  | 7                | Basket Napoli     | 84                | 92               | 95               |  |  | Basket Napoli     | Basket Napoli     | Basket Napoli     | 72                | 70               | 97               | 92               |    |    |               |               |                   |                   |                   |            |            |    |    |        |        |        |        |        |        |        |  |
|  | 10               | Pall. Biella      | 60                | 107              | 92               |  |  |                   |                   |                   |                   |                  |                  |                  |    |    | Virtus Roma   | Virtus Roma   | 71                | 80                | 96                | 81         | 75         |    |    |        |        |        |        |        |        |        |  |
|  |                  |                   |                   |                  |                  |  |  |                   |                   | Fortitudo Bologna | Fortitudo Bologna | 62               | 83               | 89               | 88 | 77 |               |               |                   |                   |                   |            |            |    |    |        |        |        |        |        |        |        |  |
|  |                  |                   |                   |                  |                  |  |  | Pall. Cantù       | Pall. Cantù       | Pall. Cantù       | 77                | 93               | 87               | 77               |    |    |               |               |                   |                   |                   |            |            |    |    |        |        |        |        |        |        |        |  |
|  | 6                | Fortitudo Bologna | Fortitudo Bologna | 89               | 85               |  |  | Fortitudo Bologna | Fortitudo Bologna | Fortitudo Bologna | 74                | 95               | 102              | 86               |    |    |               |               |                   |                   |                   |            |            |    |    |        |        |        |        |        |        |        |  |
|  | 11               | Pall. Trieste     | Pall. Trieste     | 67               | 68               |  |  |                   |                   |                   |                   |                  |                  |                  |    |    |               |               |                   |                   |                   |            |            |    |    |        |        |        |        |        |        |        |  |

### Quarti di finale

#### Treviso - Reggio Calabria
| Arbitri: | Lamonica Mattioli Duranti |

|                                  |            |                                 |
| Garbajosa 22 Edney 18 Langdon 12 | Punti      | 14 Eubanks 12 Eze 11 Rombaldoni |
| Edney 6                          | Assist     | 4 Williams                      |
| Marconato 10                     | Rimbalzi   | 7 Eze                           |
| Ettore Messina                   | Allenatori | Lino Lardo                      |

| Arbitri: | Tola Filippini Pallonetto |

|                                  |            |                                 |
| Eubanks 21 Rombaldoni 20 Ivory 5 | Punti      | 17 Garbajosa 12 Edney 9 Langdon |
| Ivory 3                          | Assist     | 5 Edney                         |
| Beard 7                          | Rimbalzi   | 8 Langdon                       |
| Lino Lardo                       | Allenatori | Ettore Messina                  |

| Arbitri: | Colucci Borroni Seghetti |

|                                   |            |                                         |
| Langdon 24 Garbajosa 21 Nicola 15 | Punti      | 16 Eubanks 14 Ivory 8 Rombaldoni, Beard |
| Edney, Pittis 7                   | Assist     | 3 Eubanks                               |
| Marconato 6                       | Rimbalzi   | 7 Beard                                 |
| Ettore Messina                    | Allenatori | Lino Lardo                              |

| Arbitri: | Facchini Grossi Sabetta |

|                                    |            |                                  |
| Williams 17 Mazzarino 15 Eubanks 9 | Punti      | 27 Edney 12 Garbajosa 11 Bulleri |
| Williams 3                         | Assist     | 4 Edney                          |
| Eze, Eubanks 8                     | Rimbalzi   | 5 Marconato, Bulleri             |
| Lino Lardo                         | Allenatori | Ettore Messina                   |

| Arbitri: | Tola Paternicò Lo Guzzo |

|                                            |            |                                                            |
| Edney, Marconato 14 Garbajosa 13 Nicola 12 | Punti      | 12 Williams, Ivory 8 Mazzarino, Lamma, Eubanks 6 Cittadini |
| quattro giocatori 3                        | Assist     | 2 Lamma, Ivory                                             |
| Marconato 17                               | Rimbalzi   | 12 Williams                                                |
| Ettore Messina                             | Allenatori | Lino Lardo                                                 |

#### Siena - Varese
| Arbitri: | Facchini Sabetta Anesin |

|                              |            |                                |
| Türkcan 22 Ford 20 Chiacig 8 | Punti      | 21 Vescovi 17 Gorenc 10 De Pol |
| Chiacig 4                    | Assist     | 4 Meneghin                     |
| Türkcan 13                   | Rimbalzi   | 6 Conti, De Pol                |
| Ergin Ataman                 | Allenatori | Edoardo Rusconi                |

| Arbitri: | Cazzaro Cerebuch Ramilli |

|                               |            |                                          |
| Gorenc 22 Conti 15 Vescovi 12 | Punti      | 20 Ford 16 Stefanov, Vukčević 11 Chiacig |
| Meneghin 4                    | Assist     | 3 Stefanov                               |
| Conti 8                       | Rimbalzi   | 9 Mirsad Türkcan                         |
| Edoardo Rusconi               | Allenatori | Ergin Ataman                             |

| Arbitri: | Lamonica Filippini Ursi |

|                                |            |                                             |
| Vukčević 20 Türkcan 17 Chiacig | Punti      | 14 Gorenc 10 De Pol 8 Vescovi, Zanus Fortes |
| Stefanov 6                     | Assist     | 5 Gorenc                                    |
| Türkcan 10                     | Rimbalzi   | 7 De Pol                                    |
| Ergin Ataman                   | Allenatori | Edoardo Rusconi                             |

#### Roma - Napoli
| Arbitri: | Paternicò Borroni Ursi |

|                                 |            |                                  |
| Myers 18 Jenkins 14 Santiago 13 | Punti      | 22 Torres 17 Davison 13 Andersen |
| Santiago, Myers 2               | Assist     | 4 Penberthy                      |
| Santiago 10                     | Rimbalzi   | 9 Davison                        |
| Piero Bucchi                    | Allenatori | Andrea Mazzon                    |

| Arbitri: | D'Este Mattioli Lo Guzzo |

|                                  |            |                                           |
| Andersen 17 Torres 16 Davison 12 | Punti      | 17 Jenkins, Myers 15 Santiago 13 Righetti |
| Greer 3                          | Assist     | 3 Parker                                  |
| Davison 14                       | Rimbalzi   | 11 Santiago                               |
| Andrea Mazzon                    | Allenatori | Piero Bucchi                              |

| Arbitri: | Facchini Reatto Ramilli |

|                                                   |            |                                            |
| Parker 20 Myers 19 Jenkins, Righetti, Santiago 11 | Punti      | 27 Penberthy, Greer 17 Davison 10 Andersen |
| Parker 5                                          | Assist     | 4 Greer                                    |
| Santiago 9                                        | Rimbalzi   | 15 Davison                                 |
| Piero Bucchi                                      | Allenatori | Andrea Mazzon                              |

| Arbitri: | Lamonica Cerebuch Filippini |

|                                   |            |                                 |
| Penberthy 23 Davison 19 Torres 17 | Punti      | 40 Myers 15 Jenkins 14 Righetti |
| Penberthy 5                       | Assist     | 3 Tonolli, Myers                |
| Rajola 6                          | Rimbalzi   | 7 Santiago                      |
| Andrea Mazzon                     | Allenatori | Piero Bucchi                    |

#### Cantù - Fortitudo
| Arbitri: | Colucci Cerebuch Lo Guzzo |

|                                        |            |                                |
| Thornton 16 Jones, Wheeler 14 Hines 10 | Punti      | 26 Guyton 14 Galanda 10 Basile |
| Wheeler 6                              | Assist     | 2 Basile                       |
| Damião 11                              | Rimbalzi   | 9 Skelin                       |
| Stefano Sacripanti                     | Allenatori | Jasmin Repeša                  |

| Arbitri: | Grossi Reatto Seghetti |

|                                         |            |                                 |
| Pozzecco 17 Skelin, Guyton 16 Basile 15 | Punti      | 33 Thornton 19 Wheeler 14 Hines |
| Pozzecco 7                              | Assist     | 3 Jones, Wheeler                |
| Skelin 11                               | Rimbalzi   | 9 Thornton                      |
| Jasmin Repeša                           | Allenatori | Stefano Sacripanti              |

| Arbitri: | Tola Paternicò Sabetta |

|                                  |            |                                          |
| Thornton 36 Hines 13 Stonerook 9 | Punti      | 17 Delfino 16 Basile, Barton 13 Pozzecco |
| Thornton 3                       | Assist     | 4 Basile                                 |
| Hines 8                          | Rimbalzi   | 7 Galanda, Delfino                       |
| Stefano Sacripanti               | Allenatori | Jasmin Repeša                            |

| Arbitri: | Cazzaro D'Este Ursi |

|                                 |            |                                 |
| Galanda 25 Skelin 14 Delfino 12 | Punti      | 25 Wheeler 20 Hines 15 Thornton |
| Pozzecco 5                      | Assist     | 7 Wheeler                       |
| Delfino 11                      | Rimbalzi   | 7 Thornton                      |
| Jasmin Repeša                   | Allenatori | Stefano Sacripanti              |

### Semifinali

#### Treviso - Siena
| Arbitri: | Facchini Lamonica Mattioli |

|                                   |            |                                 |
| Nicola 26 Langdon 21 Marconato 15 | Punti      | 30 Ford 17 Türkcan 13 Kakiouzīs |
| quattro giocatori 4               | Assist     | 4 Stefanov                      |
| Marconato 8                       | Rimbalzi   | 10 Türkcan                      |
| Ettore Messina                    | Allenatori | Ergin Ataman                    |

| Arbitri: | Grossi Tola Cerebuch |

|                                 |            |                                    |
| Ford 26 Vukčević 14 Stefanov 12 | Punti      | 23 Langdon 17 Garbajosa 14 Bulleri |
| Žukauskas, Chiacig, Stefanov 3  | Assist     | 7 Bulleri                          |
| Chiacig 8                       | Rimbalzi   | 11 Garbajosa                       |
| Ergin Ataman                    | Allenatori | Ettore Messina                     |

| Arbitri: | Cazzaro D'Este Filippini |

|                                                    |            |                                |
| Garbajosa 17 Nicola, Langdon 13 Marconato, Edney 7 | Punti      | 24 Ford 17 Chiacig 11 Vukčević |
| Pittis 4                                           | Assist     | 3 Stefanov, Ford               |
| Marconato 8                                        | Rimbalzi   | 13 Türkcan                     |
| Ettore Messina                                     | Allenatori | Ergin Ataman                   |

| Arbitri: | Colucci Paternicò Borroni |

|                                          |            |                                    |
| Ford 18 Chiacig 17 Stefanov, Žukauskas 9 | Punti      | 28 Langdon 12 Bulleri 10 Garbajosa |
| Vukčević 3                               | Assist     | 3 Bulleri                          |
| Türkcan 10                               | Rimbalzi   | 9 Garbajosa                        |
| Ergin Ataman                             | Allenatori | Ettore Messina                     |

#### Roma - Fortitudo
| Arbitri: | Cazzaro D'Este Borroni |

|                                  |            |                               |
| Myers 18 Santiago 15 Righetti 13 | Punti      | 19 Guyton 16 Galanda 9 Basile |
| Bonora, Parker 2                 | Assist     | 2 Guyton                      |
| Parker 10                        | Rimbalzi   | 9 Galanda                     |
| Piero Bucchi                     | Allenatori | Jasmin Repeša                 |

| Arbitri: | Colucci Paternicò Sabetta |

|                                                                         |            |                               |
| Guyton, Basile 17 Bartoň, Galanda, Delfino 10 Skelin, Van Den Spiegel 8 | Punti      | 23 Myers 21 Parker 15 Jenkins |
| Delfino 8                                                               | Assist     | 4 Jenkins                     |
| Delfino 9                                                               | Rimbalzi   | 7 Tušek, Jenkins              |
| Jasmin Repeša                                                           | Allenatori | Piero Bucchi                  |

| Arbitri: | Tola Lamonica Lo Guzzo |

|                               |            |                                          |
| Parker 26 Myers 25 Jenkins 17 | Punti      | 19 Bartoň 17 Pozzecco 16 Van Den Spiegel |
| Jenkins 7                     | Assist     | 5 Pozzecco                               |
| Myers 7                       | Rimbalzi   | 8 Van Den Spiegel                        |
| Piero Bucchi                  | Allenatori | Jasmin Repeša                            |

| Arbitri: | Facchini Cerebuch Mattioli |

|                                |            |                               |
| Galanda 23 Guyton 19 Basile 16 | Punti      | 21 Parker 19 Jenkins 17 Myers |
| Pozzecco 7                     | Assist     | 5 Parker                      |
| Delfino 6                      | Rimbalzi   | 6 Jenkins                     |
| Jasmin Repeša                  | Allenatori | Piero Bucchi                  |

| Arbitri: | Cazzaro Lamonica Reatto |

|                              |            |                                 |
| Myers 27 Tušek 15 Jenkins 10 | Punti      | 22 Pozzecco 17 Guyton 11 Basile |
| Parker 8                     | Assist     | 2 Delfino                       |
| Parker 6                     | Rimbalzi   | 10 Galanda                      |
| Piero Bucchi                 | Allenatori | Jasmin Repeša                   |

### Finali

#### Treviso - Fortitudo
| Arbitri: | Colucci Lamonica Paternicò |

|                                |            |                                                  |
| Edney 22 Langdon 16 Bulleri 14 | Punti      | 19 Galanda 18 Basile, Guyton 9 Pozzecco, Delfino |
| Pittis 5                       | Assist     | 3 Bartoň, Pozzecco                               |
| Marconato 9                    | Rimbalzi   | 9 Delfino                                        |
| Ettore Messina                 | Allenatori | Jasmin Repeša                                    |

| Arbitri: | Facchini Grossi Tola |

|                                        |            |                                                 |
| Van Den Spiegel 15 Basile 13 Guyton 11 | Punti      | 17 Bulleri 11 Langdon, O'Bannon 9 Edney, Pittis |
| Pozzecco 6                             | Assist     | 4 Edney                                         |
| Delfino 9                              | Rimbalzi   | 9 Garbajosa, Marconato                          |
| Jasmin Repeša                          | Allenatori | Ettore Messina                                  |

| Arbitri: | Cazzaro D'Este Borroni |

|                                             |            |                                               |
| Edney 23 Bulleri 14 Garbajosa 13 Langdon 16 | Punti      | 15 Basile 8 Galanda, Pozzecco, Prato 7 Bartoň |
| Bulleri 4                                   | Assist     | 4 Pozzecco                                    |
| Marconato 11                                | Rimbalzi   | 7 Skelin, Delfino                             |
| Ettore Messina                              | Allenatori | Jasmin Repeša                                 |

| Arbitri: | Colucci Facchini Cerebuch |

|                                |            |                                          |
| Guyton 18 Bartoň 16 Galanda 12 | Punti      | 21 Edney 16 Langdon, Garbajosa 10 Nicola |
| Delfino 4                      | Assist     | 6 Edney                                  |
| Delfino 8                      | Rimbalzi   | 7 Nicola, Garbajosa                      |
| Jasmin Repeša                  | Allenatori | Ettore Messina                           |

## Verdetti

### Squadra campione
- Campione d'Italia:  Benetton Treviso (4º titolo)

| Logo                       | Giocatori | Presenze (playoff) | Punti (playoff) |
| -------------------------- | --------- | ------------------ | --------------- |
| Benetton Treviso           |           |                    |                 |
| Riccardo Pittis            | 34 (+12)  | 237 (+44)          |                 |
| Tyus Edney                 | 33 (+12)  | 545 (+170)         |                 |
| Trajan Langdon             | 33 (+13)  | 503 (+200)         |                 |
| Denis Marconato            | 33 (+13)  | 347 (+72)          |                 |
| Marcelo Nicola             | 31 (+13)  | 335 (+121)         |                 |
| Massimo Bulleri            | 31 (+13)  | 328 (+124)         |                 |
| Jorge Garbajosa            | 30 (+13)  | 411 (+169)         |                 |
| Krešimir Lončar            | 23 (+3)   | 69 (+20)           |                 |
| Dante Calabria             | 15 (+0)   | 142 (+0)           |                 |
| Manuchar Mark'oishvili     | 13 (+11)  | 67 (+29)           |                 |
| Mario Stojić               | 8 (+0)    | 51 (+0)            |                 |
| Nick Eppehimer             | 3 (+3)    | 0 (+2)             |                 |
| Giacomo Sereni             | 3 (+0)    | 0 (+0)             |                 |
| Charles O'Bannon           | 2 (+13)   | 10 (+74)           |                 |
| Thomas Soltau              | 2 (+0)    | 2 (+0)             |                 |
| Stefano Borsato            | 2 (+0)    | 0 (+0)             |                 |
| Patrick Baldassarre        | 1 (+0)    | 0 (+0)             |                 |
| Allenatore: Ettore Messina |           |                    |                 |

### Altri verdetti
- Retrocessioni in Legadue: Fabriano Basket
- Coppa Italia: Pallacanestro Treviso
- Supercoppa italiana: Pallacanestro Treviso

## Statistiche regular season
Statistiche aggiornate al 4 aprile 2023.

### Statistiche individuali

#### Valutazione
|    | Giocatore        | Squadra           | Partite | Valutazione | PIR  |
| -- | ---------------- | ----------------- | ------- | ----------- | ---- |
| 1. | Boris Gorenc     | Pall. Varese      | 34      | 841         | 24.7 |
| 2. | David Vanterpool | Scandone Avellino | 31      | 669         | 21.6 |
| 3. | Jorge Garbajosa  | Pall. Treviso     | 30      | 609         | 20.3 |

Fonte:  Statistiche, in legabasket.it.

#### Punti
|    | Giocatore    | Squadra           | Partite | Punti | PPG  |
| -- | ------------ | ----------------- | ------- | ----- | ---- |
| 1. | Boris Gorenc | Pall. Varese      | 34      | 761   | 22.4 |
| 2. | J.J. Eubanks | Viola R. Calabria | 24      | 469   | 19.5 |
| 3. | Jamel Thomas | Pall. Biella      | 33      | 639   | 19.4 |

Fonte:  Statistiche, in legabasket.it.

#### Rimbalzi
|    | Giocatore      | Squadra           | Partite | Rimbalzi | RPG  |
| -- | -------------- | ----------------- | ------- | -------- | ---- |
| 1. | Mirsad Türkcan | Mens Sana Siena   | 33      | 354      | 10.7 |
| 2. | Ante Grgurević | Scandone Avellino | 31      | 302      | 9.7  |
| 3. | Warren Kidd    | Olimpia Milano    | 34      | 311      | 9.1  |

Fonte:  Statistiche, in legabasket.it.

#### Assist
|    | Giocatore          | Squadra           | Partite | Assist | APG |
| -- | ------------------ | ----------------- | ------- | ------ | --- |
| 1. | Gianmarco Pozzecco | Fortitudo Bologna | 30      | 145    | 4.8 |
| 2. | Tyus Edney         | Pall. Treviso     | 33      | 137    | 4.2 |
| 3. | Jerry McCullough   | Pall. Cantù       | 32      | 124    | 3.9 |

Fonte:  Statistiche, in legabasket.it.